# スティング (ミュージシャン)

サインロゴ

ゴードン・マシュー・トーマス・サムナー（Gordon Matthew Thomas Sumner, CBE、1951年10月2日 - ）は、スティング（Sting）の名で知られるイングランド出身のミュージシャン、シンガーソングライター、俳優。ポリス結成以前のライブなどで、蜂を連想させる黄色と黒の縞の上着を愛用していたことからスティング（sting＝「ちくりと刺す」の意味）と呼ばれるようになった。
1977年にバンド「ポリス」を結成し、ベーシスト兼ボーカルとして活躍した。ポリス活動休止後はソロ・アーティストに転じ、グラミー賞など数々を受賞。俳優としても知られている。ポリス在籍期とソロ活動のアルバムの売り上げは一億枚を超えている。
妻は女優トゥルーディー・スタイラー、息子はフィクション・プレインのボーカル担当ジョー・サムナー、娘は歌手・俳優・モデルのエリオット・サムナー（デビュー時の名はアイ・ブレイム・ココ（I Blame Coco））。
身長181cm。

## 来歴

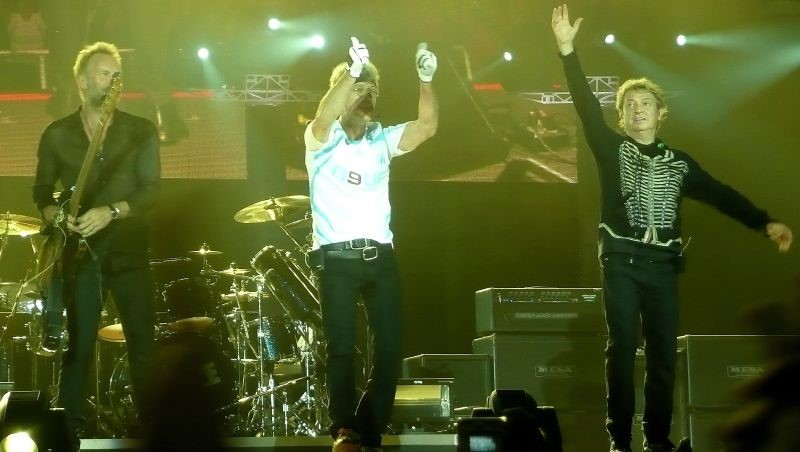
ポリス - 再結成時のグループショット（2008年6月）

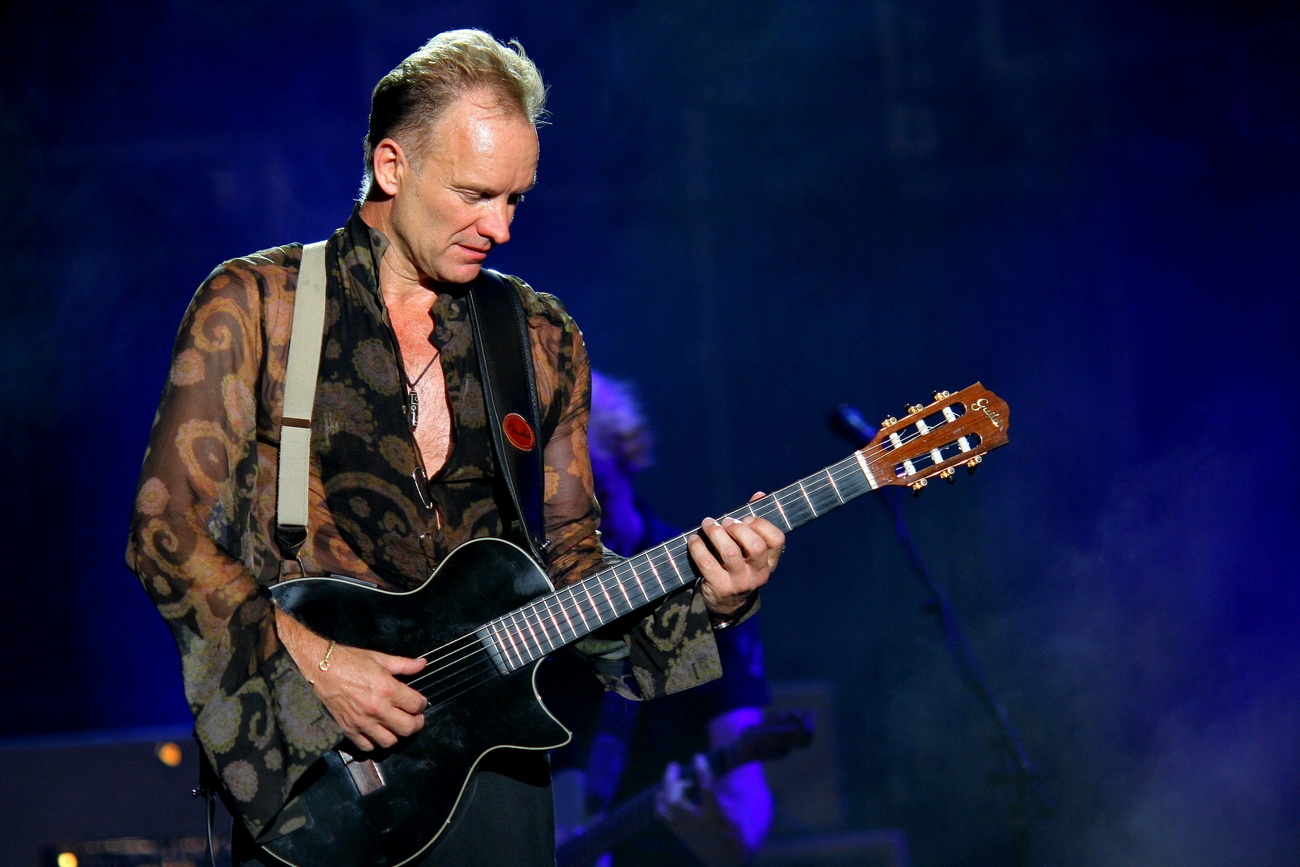
ギターを弾くスティング（2006年6月）

ニューカッスルのカトリック系男子校、セント・キャスバート・グラマー・スクールを卒業後、ウォーリック大学に通っていたが卒業はしていない。なお実家は牛乳屋であり、兄が継いでいる。1971年から1974年の間、イングランド北部教員養成大学（現ノーザンブリア大学）に通い、卒業後はニューカッスル北部にあるセント・ポール小学校の美術教師として5歳から9歳までの児童を受け持った。「高校教師」という邦題の曲のために高校教師だったと誤解されることが多いが、この歌は教育実習で15歳の生徒を担当した経験を元にしたものである（ただし、実体験を表したものではなく、彼によると、人気絶頂のロック・スターと若い女性ファンとの関係を暗喩として表したもの）。
ビートルズ、キンクスで音楽に興味を持ち、ボブ・ディラン、セロニアス・モンク、チャーリー・ミンガス、マイルス・デイヴィス、ジョン・コルトレーンの影響を受けて育つ。教員養成大学在学時、毎夜地元のジャズ・セッションに参加した。ニューカッスル・ビッグ・バンドにベーシストとして参加、1972年、スティングにとってはじめてのアルバム『Newcastle Big Band』をリリース。1974年、ジャズ・フュージョン・バンド、ラスト・イグジットを結成、1976年にはロンドンで活動することを決めていたところ、彼のステージでのパフォーマンスを一目見ただけで「彼はただのジャズバンドのメンバーではない。彼こそがロック界のスーパースターになる男だ」と見抜いたスチュワート・コープランドに誘われて、ヘンリー（アンリ）・パドゥバーニと共にポリスを結成する。その後、ストロンチウム90で一緒だったアンディー・サマーズが加わり4人編成となったが、ヘンリーが脱退しトリオとなる。
1984年にバンドの活動が停止。
1985年、ソロ活動を本格的に開始。ジャズ・ミュージシャン（ケニー・カークランド、オマー・ハキム、ブランフォード・マルサリス他）を起用してアルバムを制作し、注目を浴びた。第一次スティング・バンドの練習など「バンドが生まれる時を記録した」模様はVHSビデオに収めて公開（「ブルー・タートルの夢〜 A Band Is Born」）されている。また、同年にはスティングがゲスト参加したマイルス・デイヴィスのアルバム『ユア・アンダー・アレスト』や、ダイアー・ストレイツの楽曲「マネー・フォー・ナッシング」も発表された。
1999年に発表した『ブラン・ニュー・デイ』は、第42回グラミー賞で最優秀ポップ・アルバム賞と最優秀男性ポップ・ボーカル・パフォーマンス賞の2部門を受賞。

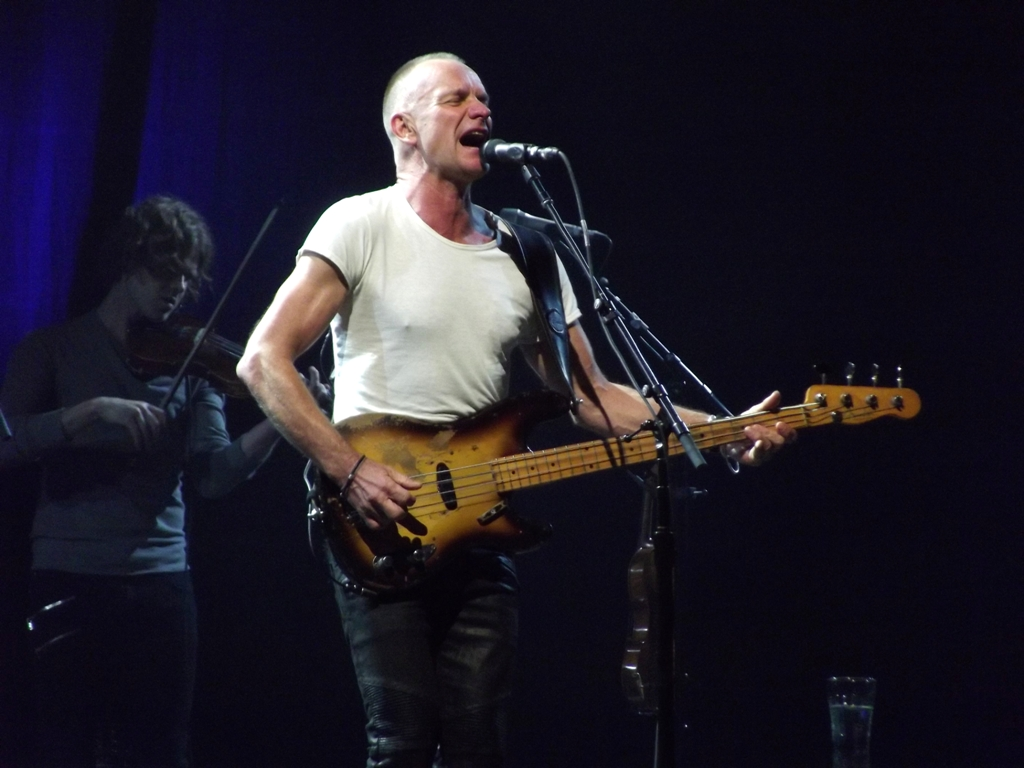
ベースを弾くスティング（2013年6月）

ベーシストとしても一流であり、ポリスのアンサンブルを語る上で欠かせないものである。アコースティックで培ったダイナミズムをエレクトリックに反映させた骨太の音で、時にはテクニカルにビートの隙間を縫うようなフレーズを歌いながら難なく弾きこなす。エレクトリックベースの奏法については、米国のセッションベーシスト、キャロル・ケイの教則本から多くの事柄を学んでおり、後年、彼女のサイトに「ベースが本来、なすべき以上のことを教えてくれた」と賛辞を送っている。スティングのベースプレイでは、古典的なソウルやラテンロックを踏まえつつ、レゲエ、ジャズのテイストがより大胆に取り入れられている。2005年にはベーシストとしてt.A.T.u.のセカンドアルバムにスポット参加している。また、ドラマーのヴィニー・カリウタなどとも共演している。
2002年に開催されたソルトレークシティ冬季オリンピックのオープニングでは、世界的チェリストのヨーヨー・マと Fragile を共演。911テロの直後でもあり、大勢に感動を与えた。
2000年代後半よりクラシック音楽へ傾倒した。2006年にはジョン・ダウランド作品を集めた『ラビリンス - Songs From The Labyrinth』を名門クラシックレーベルのドイツ・グラモフォンから発表し、クラシック界からも注目を浴びた。また、2009年にも、パーセルやシューベルトなどの作品を集めたクラシック・テイストの『ウィンターズ・ナイト』(If on a Winter's Night...)を、2010年には、自身の曲を、クラシック・アレンジのもとオーケストラ伴奏でセルフ・カバーした『シンフォニシティ 』(Symphonicities)を、いずれもグラモフォンから出した。
代表曲に「Every Breath You Take」（ポリス時代）、「Roxanne」（ポリス時代）、「Fields of Gold」、「Fragile」、「Englishman in New York」、「Shape of My Heart」（映画『レオン』主題歌）などがある。映画の主題歌や挿入歌に使用される事が多く、それらの一部を集めた、全17曲のアルバム「Sting at the Movies」(1997)がある。その後、同アルバムは、映画「阿修羅城の瞳」公開時に使用された「My Funny Valentine」を収録し、半分近くを差し替えた「My Funny Valentine at the Movies」(2005)へと更新されている。2018年に発表したシャギーとの共作『44/876』は、グラミー賞ベスト・レゲエ・アルバムを受賞。
2015年11月13日のパリ同時多発テロ事件から1年後の2016年11月12日、この事件で90人が亡くなったバタクラン劇場の再開のコンサートを行った。1,500席は半時間ほどで売り切れ、うち1,000席の売上は被害者団体に寄付された。
2019年、ポール・マッカートニーから、スティングの楽曲「フィールズ・オブ・ゴールド」を『僕自身のハートを癒す曲であり、僕の人生そのものである』と、最大級のリスペクトを受けた。

## 社会活動

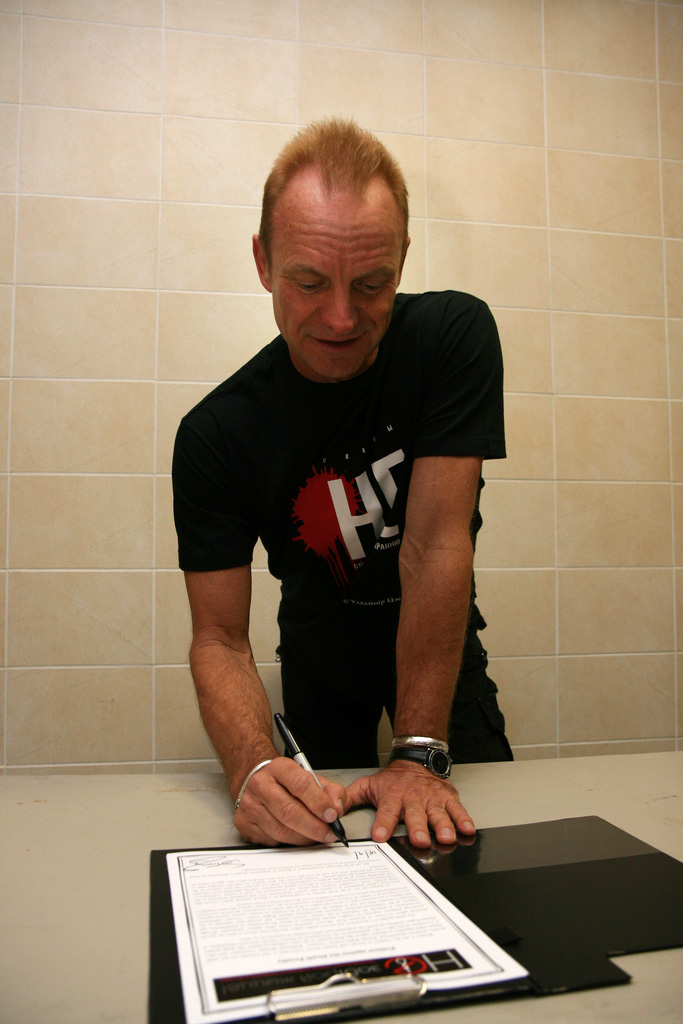
死刑反対の嘆願書に署名するスティング (2010年10月)

1980年代から国際的な人権保護運動や、熱帯雨林の保護活動など、社会活動に熱心なミュージシャンの一人としても知られる。
1985年にはバンド・エイドに参加。1987年発表の『ナッシング・ライク・ザ・サン』収録の『孤独なダンス』（原題：They dance alone（Cueca Solo））では、当時のチリ・ピノチェト軍事独裁政権の人権抑圧を批判。反体制者として逮捕され行方不明となった配偶者・息子の解放を訴える女性たちが彼らの写真を身に着け、本来は男女で踊るクエカを一人で踊るさまを歌った。また、アムネスティー・インターナショナルを支持している。
さらに1987年には、妻トゥルーディー・スタイラー、ブラジル先住民カイヤポ族らとともにレインフォレスト・ファウンデーションを設立し、熱帯雨林保護活動を行っている。またイルカ漁を題材とした映画「ザ・コーヴ」の出演者リック・オバリーと親交があり、オバリーの活動を全面的にサポートしている。スティングは来日公演中にオバリー夫妻と再会、オバリーと同席にてインタビューも応じ、「リックが今後も積極的に活動を継続すること」と述べた。また、イルカ漁に対しては、「話し合いが必要」「引き続き、この問題が取り上げられていくことを見守っていきたい」と述べた。
1994年には、宮崎シーガイアのCMに出演し、キャンペーンソング「Take Me to the sunshine」を提供し、また、別テイクのタワーホテルのCMでは「When we dance」を提供し、同施設のこけら落しライブも行っている。しかし、その後、来日時に受けた共同記者会見の席上で、宮崎シーガイアが地域の自然を破壊し問題視されているという主旨の質問を記者より受け、急遽、CMを降板するに至る。
2022年3月5日、ロシアによるウクライナ侵攻を受けて、自身のインスタグラムで「Russians」を歌う姿を公開した。同月25日、YouTubeで、ギター/チェロバージョンが配信された。

## 親日
親日家とされ、新幹線が大好きで乗ると12歳の少年に戻るという。京都の寺院を訪ねるのも好き。2023年に行われた日本のツアーでは初日公演の地に広島を選んだ。このときに広島駅北口の真ん前ながら観光客はほぼ行かない二葉山山頂の仏舎利塔(二葉山平和塔)に上がり、広島市内を見下ろす景色を見ながら1時間、平和の意義について静かに考える時間を取ったという。
日本のキリンビール「トゥギャザー」のCMソングを依頼され、1987年「ウィル・ビー・トゥゲザー」を作曲し、CMにも出演した。

## ディスコグラフィ

### スタジオ・アルバム
| 年                                        | タイトル                                                   | アルバム詳細                                                                      | チャート最高位 | チャート最高位 | チャート最高位 | チャート最高位 | チャート最高位 | チャート最高位 | チャート最高位 | チャート最高位 | チャート最高位 | チャート最高位 | 認定 |
| 年                                        | UK                                                         | AUS                                                                               | AUT            | FRA            | GER            | NLD            | NOR            | SWE            | SWI            | US             |                |                | |
| ----------------------------------------- | ---------------------------------------------------------- | --------------------------------------------------------------------------------- | -------------- | -------------- | -------------- | -------------- | -------------- | -------------- | -------------- | -------------- | -------------- | -------------- | --- |
| 1985                                      | 『ブルー・タートルの夢』 - The Dream of the Blue Turtles   | - 発売日: 1985年6月1日 - レーベル: A&M - 全米売上: 300万枚                        | 3              | 1              | 13             | 4              | 4              | 1              | 4              | 5              | 6              | 2              | - UK: 2× プラチナ - FRA: プラチナ - GER: プラチナ - US: 3× プラチナ                                                                                 |
| 1987                                      | 『ナッシング・ライク・ザ・サン』 - ...Nothing Like the Sun | - 発売日: 1987年10月13日 - レーベル: A&M - 全米売上: 200万枚                      | 1              | 3              | 3              | 3              | 4              | 3              | 2              | 7              | 3              | 9              | - UK: プラチナ - FRA: 2× プラチナ - GER: プラチナ - NLD: 2× プラチナ - SWI: 2× プラチナ - US: 2× プラチナ                                           |
| 1991                                      | 『ソウル・ケージ』 - The Soul Cages                        | - 発売日: 1991年1月22日 - レーベル: A&M - 全米売上: 100万枚                       | 1              | 3              | 3              | 7              | 1              | 1              | 2              | 4              | 1              | 2              | - UK: ゴールド - AUS: ゴールド - AUT: ゴールド - FRA: プラチナ - GER: プラチナ - SWI: プラチナ - US: プラチナ                                       |
| 1993                                      | 『テン・サマナーズ・テイルズ』 - Ten Summoner's Tales      | - 発売日: 1993年3月9日 - レーベル: A&M - 全米売上: 300万枚                        | 2              | 9              | 1              | 2              | 2              | 5              | 3              | 10             | 3              | 2              | - UK: 2× プラチナ - AUS: プラチナ - FRA: 2× プラチナ - GER: ゴールド - NLD: ゴールド - SWI: プラチナ - US: 3× プラチナ                              |
| 1996                                      | 『マーキュリー・フォーリング』 - Mercury Falling           | - 発売日: 1996年3月12日 - レーベル: A&M - 全米売上: 100万枚                       | 4              | 14             | 1              | 35             | 2              | 3              | 4              | 2              | 1              | 5              | - UK: プラチナ - AUS: ゴールド - AUT: ゴールド - GER: ゴールド - NLD: ゴールド - SWI: ゴールド - US: プラチナ                                       |
| 1999                                      | 『ブラン・ニュー・デイ』 - Brand New Day                   | - 発売日: 1999年9月28日 - レーベル: A&M - 全米売上: 350万枚                       | 5              | 21             | 1              | 3              | 1              | 7              | 1              | 4              | 2              | 9              | - UK: プラチナ - AUS: プラチナ - AUT: ゴールド - FRA: 2× ゴールド - GER: ゴールド - NLD: ゴールド - NOR: ゴールド - SWI: プラチナ - US: 3× プラチナ |
| 2003                                      | 『セイクレッド・ラヴ』 - Sacred Love                       | - 発売日: 2003年9月30日 - レーベル: A&M - 全米売上: 100万枚                       | 3              | 13             | 2              | 5              | 2              | 3              | 3              | 3              | 1              | 3              | - UK: ゴールド - FRA: ゴールド - GER: ゴールド - NLD: ゴールド - SWI: プラチナ - US: プラチナ                                                       |
| 2006                                      | 『ラビリンス』 - Songs from the Labyrinth                  | - 発売日: 2006年10月10日 - レーベル: Deutsche Grammophon - 全米売上: 26.8万枚     | 24             | —              | 40             | 20             | 11             | 39             | —              | 30             | 31             | 25             | - GER: ゴールド |
| 2009                                      | 『ウィンターズ・ナイト』 - If on a Winter's Night...       | - 発売日: 2009年10月27日 - レーベル: Deutsche Grammophon - 全米売上: 50万枚       | 15             | 58             | 12             | 8              | 5              | 10             | 18             | 12             | 13             | 6              | - FRA: ゴールド - GER: ゴールド - SWI: プラチナ - US: ゴールド                                                                                      |
| 2010                                      | 『シンフォニシティ』 - Symphonicities                      | - 発売日: 2010年7月13日 - レーベル: Deutsche Grammophon                           | 30             | 25             | 19             | 10             | 7              | 22             | —              | 30             | 15             | 6              | |
| 2013                                      | 『ザ・ラスト・シップ』 - The Last Ship                     | - 発売日: 2013年9月24日 - レーベル: Cherrytree, Interscope, A&M - 全米売上: 9万枚 | 14             | 39             | 8              | 10             | 3              | 6              | 3              | 12             | 9              | 13             | |
| 2016                                      | 『ニューヨーク9番街57丁目』 - 57th & 9th                   | - 発売日: 2016年11月11日 - レーベル: Cherrytree, Interscope, A&M                  | 15             | 9              | 6              | 5              | 3              | 7              | —              | 6              | 3              | 9              | |
| 2019                                      | 『マイ・ソングス』 - My Songs                              | - 発売日: 2019年5月24日 - レーベル: A&M                                           | 27             | 9              | 7              | 2              | 4              | 39             | —              | —              | 5              | 145            | - FRA: プラチナ |
| 2021                                      | 『ザ・ブリッジ』 - The Bridge                              | - 発売日: 2021年11月19日 - レーベル: A&M                                          | 27             | —              | 7              | 14             | 5              | 27             | —              | —              | 5              | 101            | |
| "—"は未発売またはチャート圏外を意味する。 |                                                            |                                                                                   |                |                |                |                |                |                |                |                |                |                | |

### ライブ・アルバム
- 1986年 『ブリング・オン・ザ・ナイト』 - Bring on the Night (A&M)
- 1991年 『アコースティック・アルバム＋イラスト／フォト詩集』 - Acoustic Live in Newcastle (A&M)
- 1994年 『ファイヴ・ライヴ!』 - Five Live! (A&M)
- 2001年 『…オール・ディス・タイム』 - ...All This Time (A&M)
- 2010年 『ライヴ・イン・ベルリン』 - Live in Berlin (Deutsche Grammophon)

### コンピレーション・アルバム
- 1994年 『フィールズ・オブ・ゴールド～ベスト・オブ・スティング 1984-1994』 - Fields Of Gold: The Best Of Sting 1984-1994 (A&M)
- 1997年 『ベスト･オブ･スティング＆ポリス』 - The Very Best Of Sting & The Police (A&M)
- 1997年 『スティング・アット・ザ・ムーヴィーズ』 - At the Movies (A&M)　
2005年 『マイ・ファニー・ヴァレンタイン -アット・ザ・ムーヴィーズ』 - My Funny Valentine: At the Movies  (A&M)
- 2011年 『25イヤーズ』 - 25 Years (A&M)
- 2011年 『ベスト・オブ・25イヤーズ』 - The Best Of 25 Years (A&M)
- 2021年 『デュエッツ』 - Duets (A&M)

### シングル
- ラシアンズ Russians／ガブリエル賛歌 Gabriel's Message（1985年、A&M・キャニオンレコード、AMP-240）
- セット・ゼム・フリー If You Love Somebody Set Them Free／アナザー・デイ Another Day（1985年12月5日、A&M・キャニオンレコード、AMP-220）
- セット・ゼム・フリー If You Love Somebody Set Them Free／アナザー・デイ Another Day（1986年、A&M・キャニオンレコード、7Y3027）
- イングリッシュマン・イン・ニューヨーク Englishman In New York（1988年、A&M・キャニオンレコード、7Y3061）

### コラボレーション・アルバム
| 年   | タイトル                                        | アルバム詳細                            | チャート最高位 | チャート最高位 | チャート最高位 | チャート最高位 | チャート最高位 | チャート最高位 | チャート最高位 | チャート最高位 | チャート最高位 | チャート最高位 | 認定            |
| 年   | UK                                              | AUS                                     | AUT            | FRA            | GER            | NLD            | NOR            | SWE            | SWI            | US             |                |                |                 |
| ---- | ----------------------------------------------- | --------------------------------------- | -------------- | -------------- | -------------- | -------------- | -------------- | -------------- | -------------- | -------------- | -------------- | -------------- | --------------- |
| 2018 | 『44/876』(with シャギー) - 44/876(with Shaggy) | - 発売日: 2018年4月20日 - レーベル: A&M | 9              | 38             | 6              | 2              | 1              | 16             | —              | —              | 5              | 40             | - FRA: プラチナ |

### 参加作品
- 1990年 『クリスマス・エイド』 - A Very Special Christmas (A&M) - "Gabriel's Message"
- 1991年 『PAF AID ～子供達に未来を…』 - For Our Children (Walt Disney Records) - "Cushie Butterfield"
- 1991年 『トゥー・ルームス』 - Two Rooms: Songs Of Elton John & Bernie Taupin (Mercury) - "Come Down in Time"
- 1992年 『アースライズ』 - Earthrise: the Rainforest Album (Polygram) - "Fragile"
- 1994年 『ザ・グローリー・オブ・ガーシュイン』 - The Glory of Gershwin (Mercury) - "Nice Work If You Can Get It"
- 1994年 『アントニオ・ブラジレイロ』 - Antonio Brasileiro (Columbia) - "How Insensitive (Insensatez)" with Antônio Carlos Jobim
- 1997年 『カーニバル!～レインフォレスト・ファウンデーション』 - Carnival!: Rainforest Foundation  (RCA) - "Waters of Tyne" with Jimmy Nail
- 1998年 『トゥエンティ－ス・センチュリー・ブルース』 - Twentieth-Century Blues: The Songs of Noël Coward (EMI) - "I'll Follow My Secret Heart"
- 2000年 『ジョコ』 - JOKO (EPIC) - "Don't Walk Away"with Youssou N'Dour
- 2000年 『イヴァン・リンス・トリビュート』 - Love Affair -The Music Of Ivan Lins (Telarc) - "She Walks This Earth (Soberana Rosa)"
- 2001年 『ジュールズと素晴らしき仲間たち』 - Jools Holland's Big Band Rhythm & Blues (Warner) - "Seventh Son"
- 2001年 『アメリカ：ア・トリビュート・トゥ・ヒーローズ』 - AMERICA:A TRIBUTE TO HEROES (Sony) - "Fragile (live)"
- 2004年 『パワー・オブ・ソウル』 - Power Of Soul: A Tribute To Jimi Hendrix (Sony) - "The Wind Cries Mary"
- 2004年 『ユニティー』 - Unity - The Official Athens 2004 Olympic Games Album (Capital) - "A Thousand Years" with Mariza
- 2005年 『ポシビリティーズ』 - Possibilities (Warner) - "Sister Moon" with Herbie Hancock
- 2006年 『デュエッツ：アメリカン・クラシック』 - Duets: An American Classic (Sony BMG) - "The Boulevard of Broken Dreams" with Tony Bennett
- 2008年 『奇跡のデュエット～スーパー・スター夢の共演』 - The Duets (Decca) - "Panis Angelicus" with Luciano Pavarotti
- 2011年 『ソングス・フォー・ジャパン』 - Songs for Japan (Sony) - "Fragile - Live In Berlin" featuring The Royal Philharmonic Concert Orchestra

### 映画提供楽曲
- 1982年 『グローイング・アップ　ラスト・バージン』 - The Last American Virgin - "De Do Do Do De Da Da Da"
- 1982年 『48時間』 - 48Hrs. - "Roxanne"
- 1992年 『リーサル・ウェポン3』 - Lethel Weapon 3 - "It's Probably Me" with Eric Clapton
- 1993年 『スリー・オブ・ハーツ』 - Three of Hearts - "Shape of My Heart"
- 1993年 『デモリションマン』 - Demolition Man - "Demolition Man"
- 1994年 『レオン』 - Léon: The Professional - "Shape of My Heart"
- 1995年 『ザ・リビング・シー』 - The Living Sea - "Fragile"
- 1996年 『白い嵐』 - White Squall - "Valparaiso"
- 1998年 『マイ・フレンド・メモリー』 - The Mighty - "The Mighty"
- 2000年 『ラマになった王様』 - Emperor's New Groove - "My Funny Friend and Me"

等

## 出演作品
俳優として
- 1979年『さらば青春の光』 – Quadrophenia –（エース・フェイス役）
- 1979年『レディオ・オン』 – Radio On –（ミュージシャン役）
- 1980年『ザ・グレイト・ロックンロール・スウィンドル』 – The Great Rock 'n' Roll Swindle   –（バンドリーダー役）
- 1981年『アルテミス 81』 – Artemis 81(BBC TV) –（ヘリス役）
- 1982年『ブリムストーンとトレクル』 – Brimstone and Treacle –（浮浪者マーティン・テイラー役）
- 1984年『デューン／砂の惑星』 – Dune –（フェイド役）Feyd-Rautha Harkonnen
- 1985年『プレンティ』 – Plenty –（ミック役）
- 1985年『ブライド』 – The Bride(BBC TV) –（フランケンシュタイン博士役）
- 1985年『ウォーキング・トゥー・ニューオーリンズ』 – Walking to New Orleans –（大道芸人役）
- 1988年『バロン』 – The Adventures of Baron Munchausen –（英雄的将校役：カメオ出演）
- 1988年『ストーミー・マンディ』 – Stormy Monday –（ニューカッスルのクラブオーナー・フィニー役）
- 1988年『ジュリアとジュリア』 – Julia and Julia –（英国紳士ダニエル役）
- 1991年『サタデー・ナイト・ライブ』 – Saturday Night Live –（ホスト役）
- 1995年『グロテスク』 – The Grotesque –（フレッジ役）
- 1998年『ロック、ストック&トゥー・スモーキング・バレルズ』 – Lock, Stock and Two Smoking Barrels –（エディの父・JD役）[6]
- 2020年『カーメロット:第一弾』 – Kaamelott - Premier Volet

声優、ナレーターとして
- 1984年『タイタス・グローアン（ラジオドラマ）』 – Titus Groan – （ステアパイク役）Steerpike
- 1984年『ゴルメンガスト（ラジオドラマ）』 – Gormenghast – （ステアパイク役）Steerpike
- 1990年『キャプテン・プラネット（テレビアニメ）』 – Captain Planet and the Planeteers -（ザーム役（初代～1992年））

本人として
- 1985年『ブルー・タートルの夢』 – Bring On The Night –（本人出演ドキュメンタリー）
- 2000年『アリー my Love』 – Ally McBeal –（本人役、妻をステージ上から誘惑したと、その夫から訴えられる）

## 受賞歴

### ポリス名義

#### グラミー賞
- 1980年 第22回グラミー賞 "Reggatta De Blanc" 最優秀ロック・インストゥルメンタル
- 1981年 第23回グラミー賞 "Don't Stand So Close To Me" 最優秀ロック・ヴォーカル デュオ/グループ
- 1983年 第25回グラミー賞 "Every Breath You Take" 最優秀ロックポップ・ヴォーカル デュオ/グループ
- 1983年 第25回グラミー賞 "Synchronicity II" 最優秀ロック・ヴォーカル デュオ/グループ

（※スティング以外のメンバーの作曲は除く）

### スティング名義

#### グラミー賞
- 1983年 第25回グラミー賞 "Every Breath You Take"（ポリス名義のシングル）最優秀楽曲
- 1983年 第25回グラミー賞 "Brimstone and Treacle" 最優秀ロック・インストゥルメンタル
- 1986年 第28回グラミー賞 "Bring On The Night" 最優秀ビデオ・クリップ
- 1991年 第33回グラミー賞 "The Soul Cages" 最優秀ロック・ソング
- 1993年 第35回グラミー賞 "If I Ever I Lose My Faith In You" 最優秀ポップ男性ヴォーカル
- 1993年 第35回グラミー賞 "Ten Summoner's Tales" 最優秀ビデオ・クリップ
- 2000年 第42回グラミー賞 『ブラン・ニュー・デイ（Brand New Day）』 最優秀ポップ・アルバム
- 2000年 第42回グラミー賞 "Brand New Day" 最優秀ポップ男性ヴォーカル（『ブラン・ニュー・デイ（Brand New Day）』所収）
- 2001年 第43回グラミー賞 "She Walks This Earth" 最優秀ポップ男性ヴォーカル（various artists『イヴァン・リンス・トリビュート』所収）

- 2004年 第46回グラミー賞 "Whenever I Say Your Name" (with Mary J. Blige) Best Pop Collaboration with Vocals

- 2019年 第61回グラミー賞 『44/876』 最優秀レゲエ・アルバム

#### ゴールデングローブ賞
- 2002年 アンティル… (Until...)：映画『ニューヨークの恋人』 映画部門：最優秀オリジナル・ソング

#### その他受賞
- 1988年 MTV Video Music Awards – "We'll Be Together" – Best Choreography in a Video
- 2002年 プライムタイム・エミー賞 – 『A&E In Concert: Sting in Tuscany...All This Time』 – Outstanding Individual Performance in a Variety or Music Program
- 2003年 大英帝国勲章(CBE)受賞
- 2014年 ケネディ・センター名誉賞
- 2017年 ポーラー音楽賞（英語版）

## 来日公演
The Dream Of The Blue Turtles Tour
- 1985年8月10日（土） お台場プレイグラウンド

Nothing Like The Sun Tour
- 1988年10月20日（木） 名古屋レインボーホール
- 10月22日（土） 札幌　真駒内屋外競技場
- 10月24日（月）・25日（火）・26日（水）・27日（木）　東京ドーム
- 10月29日（土）・30日（日）　甲子園球場
- 11月3日（木）　福岡　　海の中道海浜公園

The Soul Cages Tour
- 1992年1月20日（月）・21日（火）・22日（水） 東京ドーム
- 1月25日（土） 横浜アリーナ
- 2月10日（月） 仙台市体育館
- 2月12日（水） 札幌　月寒グリーンドーム

The Summoner's Tales World Tour
- 1994年1月18日（火）・19日（水）・20日（木） 日本武道館
- 1月24日（月） 名古屋レインボーホール
- 1月25日（火）・26日（水） 大阪城ホール
- 10月31日（月）  フェニックス・シーガイア・リゾート　シーガイアスクエア1
- 1995年6月16日（金） 日本武道館
- 6月17日（土） 横浜アリーナ
- 6月19日（月）・20日（火） 大阪城ホール
- 6月22日（木） 国立代々木競技場　第一体育館

Mercury Falling Tour
- 1996年9月21日（土）・22日（日）　日本武道館
- 9月24日（火）　名古屋センチュリーホール
- 9月25日（水）・26日（木）　大阪城ホール（26日は追加公演）
- 9月28日（土）　福岡国際センター
- 9月30日（月）　日本武道館
- 10月1日（火）　岩手産業文化センター

Brand New Day World Tour 2000
- 2000年10月14日（土）パシフィコ横浜
- 10月15日（日）仙台市体育館
- 10月16日（月）日本武道館
- 10月18日（水）大阪城ホール
- 10月20日（金）広島サンプラザ
- 10月21日（土）マリンメッセ福岡
- 10月23日（月）名古屋レインボーホール
- 10月25日（水）・26日（木）日本武道館（26日は追加公演）

SacredLove Japan Tour 2005
- 2005年1月15日（土）大阪城ホール
- 1月16日（日）広島サンプラザ
- 1月18日（火）福岡国際センター
- 1月19日（水）名古屋レインボーホール
- 1月21日（金）・22日（土）日本武道館

Songs From The Labyrinth
- 2008年12月16日（火）・17日（水）・18日（木）東京・渋谷オーチャードホール
- 12月20日（土）大阪・フェスティバルホール

SYMPHONICITY JAPAN TOUR with　東京ニューシティ管弦楽団　指揮：スティーヴン・マーキュリオ
- 2011年1月13日（木）大阪市中央体育館
- 1月14日（金）愛知県体育館
- 1月17日（月）・1月18日（火）日本武道館

STING 57TH&9TH TOUR
- 2017年6月6日（火）・7日（水）日本武道館
- 6月10日（土）大阪市中央体育館

My Songs Tour
- 2019年10月7日（月） 福岡国際センター
- 10月9日（水）・10日（木） 幕張メッセ 7・8ホール
- 10月13日（日） ※10月12日（土）の台風による振替日程 ゼビオアリーナ仙台
- 10月15日（火） 丸善インテックアリーナ大阪（大阪市中央体育館）

STING MY SONGS JAPAN TOUR 2023 
- 3月8日（水）広島・広島サンプラザホール
- 3月9日（木）大阪・大阪城ホール
- 3月11日（土）東京・有明アリーナ
- 3月12日（日）東京・有明アリーナ
- 3月14日（火）愛知・日本ガイシホール

## 関連書籍
- 『グラデュエーションデイ : 未来を変える24のメッセージ』 アンドリュー・アルバネーゼ、ブランドン・トリスラー編 佐々田雅子訳 オデッセイコミュニケーションズ、2007年4月、ISBN 9784903825007[50]
- 『スティング』東本貢司訳 PHP研究所、2004年12月 ISBN 9784569640624

-Broken music 2003年